# Пёллауберг
Пёллауберг (нем. Pöllauberg) — коммуна (нем. Gemeinde) в Австрии, в федеральной земле Штирия. 
Входит в состав округа Хартберг. Население составляет несколько тысяч: за почти двадцать лет оно снизилсоь с 2223 человек (2001 г.) до 1999 человек (2024). Занимает площадь 33,85 км². Официальный код  —  60723.

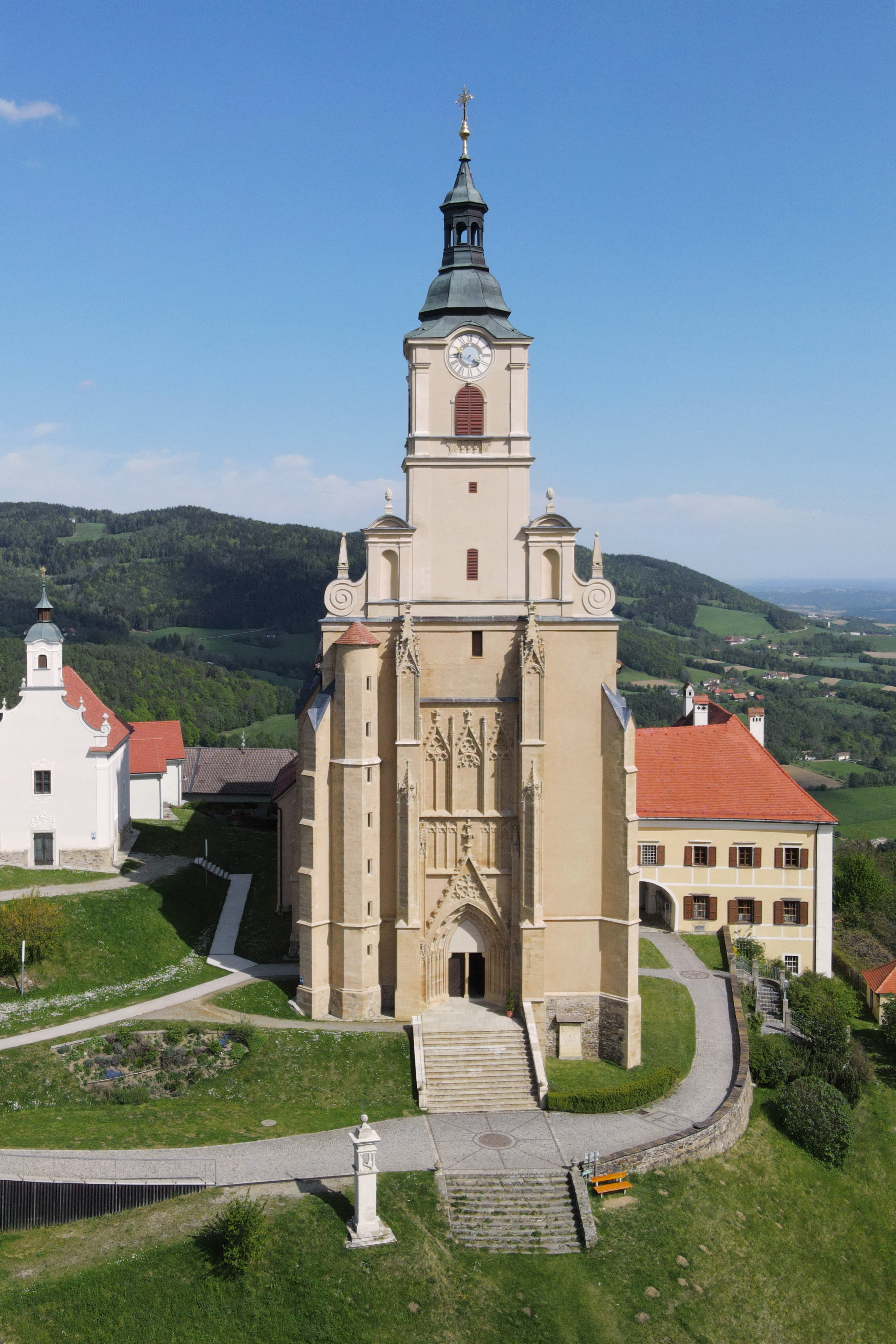
Пёллауберг

## Политическая ситуация
Бургомистр коммуны — Йохан Вайгльхофер (АНП) по результатам выборов 2005 года.
Совет представителей коммуны (нем. Gemeinderat) состоит из 15 мест.
- АНП занимает 12 мест.
- СДПА занимает 3 места.